# Siergoziero (wieś)
Siergoziero (ros. Сергозеро) – wieś w Rosji, w rejonie charowskim obwodu wołogodzkiego. W 2010 r. liczyła 2 mieszkańców.